# 돌리코린콥스
돌리코린콥스(Dolichorhynchops)는 백악기 후기 지금의 북아메리카 지역에서 생존했던 수장룡이다. 속명의 뜻은 그리스어로 '코가 긴 얼굴' 을 의미한다. 일반적으로 몸길이는 약 3 미터 (9.8 ft)이다.

## 발견

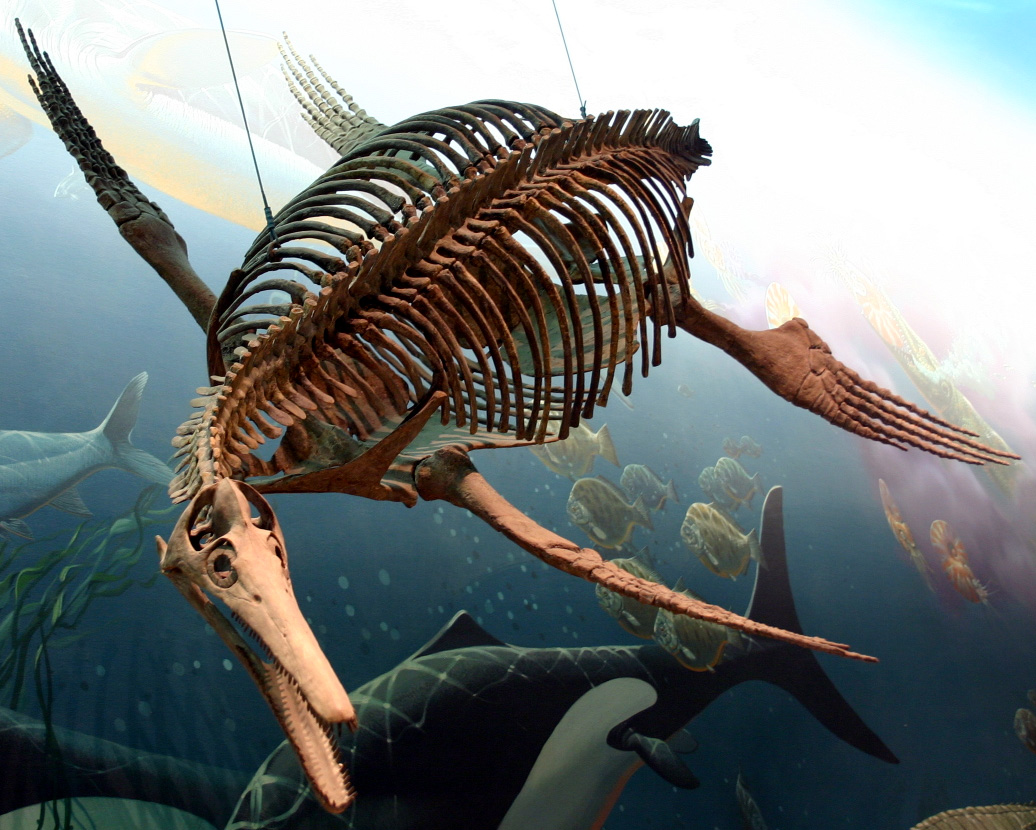
돌리코린콥스의 화석 표본

1900년경 당시 10대였던 조지 F. Sternberg에 의해 캔자스주 상부 스모키 힐에서 발견되었다. 발견 당시 분리된 상태로 발견되었는데,(뼈가 발견 현장 곳곳에 흩어져 있었다) 현재는 두개골, 아래턱, 갈비뼈, 골반, 견갑골이 모두 완전 복원되었으나, 척추가 불완전히 복원된 상태이다.

## 특징

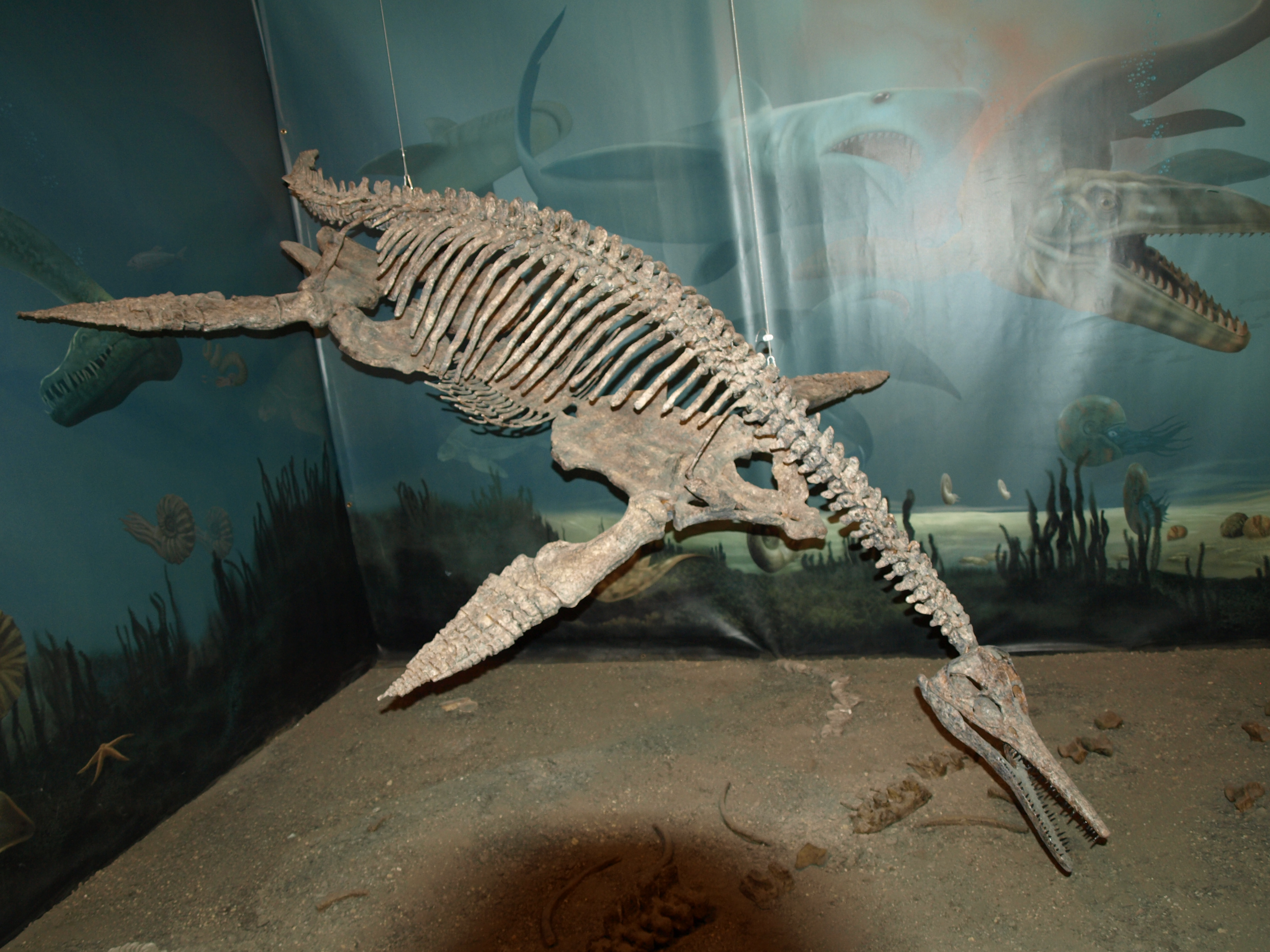
돌리코린콥스

주로 어류나 두족류를 잡아먹고 사는 어식성이었고, 안와가 매우 큰 편이었기 때문에 시각이 매우 뛰어나 이를 이용해 먹잇감을 추적했을 것이라고 추정된다. 학자들에 따르면 주둥이를 따라 늘어선 18~20쌍의 이빨은 뒤로 갈수록 크기가 작아지는 경향을 보이며, 형태 또한 살점을 베어내기에 적합하지 않았기 때문에 통째로 삼킬 수 있을 정도의 작은 먹잇감을 주로 사냥했을 것이라고 추정된다.